# Coupe du monde de VTT 1992
Navigation
1991 1993
La Coupe du monde de VTT 1992 est la 2e édition de la Coupe du monde de VTT. Seule l'épreuve du cross-country était au programme.

## Cross-country

### Hommes
| #  | Date        | Lieu             | Vainqueur           | Deuxième            | Troisième          | Leader du général   |
| -- | ----------- | ---------------- | ------------------- | ------------------- | ------------------ | ------------------- |
| 1  | 26 avril    | Houffalize       | John Tomac          | Ned Overend         | Daryl Price        | John Tomac          |
| 2  | 30 avril    | Landgraaf        | Thomas Frischknecht | John Tomac          | Peter Hric         | John Tomac          |
| 3  | 4 mai       | Strathpeffer     | Thomas Frischknecht | John Tomac          | David Baker        |                     |
| 4  | 10 mai      | Klosters         | John Tomac          | Tim Gould           | Barrie Clarke      |                     |
| 5  | 6 juin      | Hunter Mountain  | Don Myrah           | Thomas Frischknecht | Mike Kloser        |                     |
| 6  | 20 juin     | Mont Sainte-Anne | Thomas Frischknecht | Daryl Price         | Gerhard Zadrobilek |                     |
| 7  | 28 juin     | Mount Snow       | Thomas Frischknecht | John Tomac          | Gerhard Zadrobilek |                     |
| 8  | 26 juillet  | Mammoth Lakes    | Ned Overend         | John Tomac          | Rishi Grewal       |                     |
| 9  | 21 août     | Kirchzarten      | Gerhard Zadrobilek  | Henrik Djernis      | Erich Übelhardt    |                     |
| 10 | 6 septembre | Vail             | Ned Overend         | Daryl Price         | David Juarez       | Thomas Frischknecht |

| Pos | Coureur             | Pts |
| --- | ------------------- | --- |
| 1.  | Thomas Frischknecht |     |
| 2.  | John Tomac          |     |
| 3.  | Ned Overend         |     |

### Femmes
| #  | Date        | Lieu             | Vainqueur        | Deuxième         | Troisième        | Leader du général |
| -- | ----------- | ---------------- | ---------------- | ---------------- | ---------------- | ----------------- |
| 1  | 26 avril    | Houffalize       | Alison Sydor     | Susi Buchwieser  | Juli Furtado     | Alison Sydor      |
| 2  | 30 avril    | Landgraaf        | Ruthie Matthes   | Alison Sydor     | Susi Buchwieser  | Alison Sydor      |
| 3  | 4 mai       | Strathpeffer     | Susi Buchwieser  | Ruthie Matthes   | Eva Orvošová     |                   |
| 4  | 10 mai      | Klosters         | Alison Sydor     | Juli Furtado     | Chantal Daucourt |                   |
| 5  | 6 juin      | Hunter Mountain  | Chantal Daucourt | Juli Furtado     | Tammy Jacques    |                   |
| 6  | 20 juin     | Mont Sainte-Anne | Juli Furtado     | Ruthie Matthes   | Susan DeMattei   |                   |
| 7  | 28 juin     | Mount Snow       | Chantal Daucourt | Ruthie Matthes   | Sara Ballantyne  |                   |
| 8  | 26 juillet  | Mammoth Lakes    | Juli Furtado     | Susan DeMattei   | Ruthie Matthes   |                   |
| 9  | 21 août     | Kirchzarten      | Silvia Fürst     | Chantal Daucourt | Eva Orvošová     |                   |
| 10 | 6 septembre | Vail             | Ruthie Matthes   | Juli Furtado     | Sara Ballantyne  | Ruthie Matthes    |

| Pos | Coureuse         | Pts |
| --- | ---------------- | --- |
| 1.  | Ruthie Matthes   |     |
| 2.  | Juli Furtado     |     |
| 3.  | Chantal Daucourt |     |